# Dmitri Polianski
Dmitri Andréyevich Polianski –en ruso, Дмитрий Андреевич Полянский– (Zheleznogorsk, 19 de noviembre de 1986) es un deportista ruso que compite en triatlón y acuatlón. Su hermano Igor y su mujer Anastasiya Yatsenko también compiten en triatlón.
Ganó una medalla de bronce en el Campeonato Mundial de Triatlón de 2012, una medalla de oro en el Campeonato Mundial por Relevos de 2007, una medalla de bronce en el Campeonato Mundial de Triatlón por Relevos Mixtos de 2012 y siete medallas en el Campeonato Europeo de Triatlón entre los años 2011 y 2017.
En acuatlón obtuvo una medalla de bronce en el Campeonato Mundial de 2019.

## Palmarés internacional
| Campeonato Mundial                    | Campeonato Mundial       | Campeonato Mundial | Campeonato Mundial |
| Año                                   | Lugar                    | Medalla            | Prueba             |
| ------------------------------------- | ------------------------ | ------------------ | ------------------ |
| 2012                                  | Auckland (Nueva Zelanda) | Medalla de bronce  | Individual         |
| Campeonato Mundial por Relevos        |                          |                    |                    |
| Año                                   | Lugar                    | Medalla            | Prueba             |
| 2007                                  | Tiszaújváros (Hungría)   | Medalla de oro     | Relevos            |
| Campeonato Mundial por Relevos Mixtos |                          |                    |                    |
| Año                                   | Lugar                    | Medalla            | Prueba             |
| 2012                                  | Estocolmo (Suecia)       | Medalla de bronce  | Relevo mixto       |
| Campeonato Europeo                    |                          |                    |                    |
| Año                                   | Lugar                    | Medalla            | Prueba             |
| 2011                                  | Pontevedra (España)      | Medalla de bronce  | Individual         |
| 2012                                  | Eilat (Israel)           | Medalla de oro     | Relevo mixto       |
| 2013                                  | Alanya (Turquía)         | Medalla de plata   | Relevo mixto       |
| 2014                                  | Kitzbühel (Austria)      | Medalla de plata   | Individual         |
| 2016                                  | Lisboa (Portugal)        | Medalla de plata   | Individual         |
| 2016                                  | Lisboa (Portugal)        | Medalla de plata   | Relevo mixto       |
| 2017                                  | Kitzbühel (Austria)      | Medalla de bronce  | Relevo mixto       |

| Campeonato Mundial | Campeonato Mundial  | Campeonato Mundial | Campeonato Mundial |
| Año                | Lugar               | Medalla            | Prueba             |
| ------------------ | ------------------- | ------------------ | ------------------ |
| 2019               | Pontevedra (España) | Medalla de bronce  | Individual         |